# ハッタジュズイミミズ
ハッタジュズイミミズ (Drawida hattamimizu) は、ミミズの1種。よく伸びると1メートル近くなるものがあり、日本一大きいミミズの1つとされる。ハッタミミズとも呼ばれ、環境省では絶滅危惧種、滋賀県では絶滅危機増大種として指定されている。

## 概説
本種は大きさそのものはさほどではないが、引っ張るとよく伸び、そのときの長さは日本のミミズでは最長である。
半水性の種で水田に多く生息する。そのため水田の水が抜ける原因として嫌われるが、ウナギの餌として重宝された歴史もある。
元々は金沢近郊の八田村（旧）地域にのみ多産するものとして知られていたが、後に琵琶湖周辺にも生息することが知られるようになった。その特殊な分布については様々な論議がある。

## 特徴
とても細長いミミズで体長は60センチメートルほどだがよく伸びると1メートルにも達する。体幅は8ミリメートルほど。体節数は300-400（原記載では317、更に琵琶湖産では430を超える）にもなり、これは普通のミミズのそれの3倍以上である。背面は濃い藍色をしており、腹面は灰色、環帯は淡い紅色。
環帯は体節にしてIXからXVまでを占める。性的乳頭状突起がVI-IXとXI-XIIIまでに各1対ある。背孔は存在しない。剛毛は各体節に4対ある。腎管は各体節の外側剛毛列に口を開く。ただしI、II、X、XIIの各体節にはない。雄性孔はX/XIの外側剛毛列に口を開き、受精嚢孔はVIIの外側剛毛列に口を開く。雌性孔XI/XIIの体節間溝の内側剛毛列に開く。
内部では精巣嚢はIX/Xの隔膜の前後に2個くっついている。砂嚢はXIIの体節から始まって6個かそれ以上（原記載では砂嚢の数は6-9個）が数珠のように並んでいる。
和名は当初の分布地である八田村と、それに本群のミミズでは砂嚢が複数数珠状に並んでいることによる。ハッタミミズの和名も使われ、ハッタミミズを標準としている書も多く存在する。他方で属の和名は提示されていないことが多い中、渡辺(2003)ではハッタミミズ属とジュズイミミズ属の両方が使われている。ここでは科名にはジュズイミミズ科が使われる例が多いことなどからジュズイを入れて使用した。学名の方はハッタミミズをそのまま採ったもので、地元での呼称をそのまま用いたものとのこと。

### 大きさについて
ミミズの大きさは伸び縮みするために判断が難しい。一般には日本で一番大きいミミズとしてシーボルトミミズが取り上げられ、長さもであるが太さ、体重の点では特に大きい種の一つである。ただしより大きい種があるとの話もあり、それらについてはその種の項を参照されたい。
他方で長さ、特に伸びたときの長さであれば日本一は間違いなく本種である。シーボルトミミズなどのフトミミズ類はぶら下げてもさほど伸び縮みしないのに対し、本種は引っ張ったりぶら下げたりするととてもよく伸びる。正式の長さはフォルマリン標本により、それでは本種の長さは20-30センチメートルであり、シーボルトミミズよりやや短い程度だが、体重はその半分以下である。それに対し、本種では標本では30センチメートルほどのものが生時の体長が60センチメートルにであったという。とにかく生きているときの本種の長さは大きく、河北潟では『昔は1.5メートルのものがあった』と伝えられるという。実際に記録されたものとして2013年から2014年にかけて琵琶湖博物館が主催して「湖国ハッタミミズ・ダービー」という催しを行った。これはハッタミミズの大きさコンテストで、証拠としてメジャーと共に伸びたミミズの写真を募集したもので、そのときの最高記録は甲賀市水口町産のもので92センチメートルであった。
ちなみにこの企画はテレビやラジオで何度か取り上げられ、ある程度有名になった。すると河北潟より平成26年10月1日付で琵琶湖博物館当てに挑戦状が送りつけられた。差出人は河北潟湖沼研究所理事長高橋久で、内容はハッタミミズの本家は河北潟であり、本家の名誉にかけて『琵琶湖に負けるなハッタミミズ 本家の意地を見せるぞコンテスト』を開催し、琵琶湖より大きいハッタミミズを探してみせる、というもので、最後に『負けたら生きもの元気米を送ります』とあった。琵琶湖博物館からは受けて立つ旨の返事を送り、その中ではむしろ琵琶湖周辺こそが本種が進化した場であり、つまりこちらが本家との主張と共に最後に『負けたら魚のゆりかご水田米を送ります』としたためた。結果的にこのコンテストでの最高は56センチメートル、事前調査では75センチメートルであり、河北潟側の敗北となった。ちなみにこの両施設はその後共同して『全国ハッタミミズ・ダービー実行委員会』を立ち上げ、新産地発見なども目指した。
なお、後に発見された福井県の生息地の最高記録は長さ85センチメートルである。
石塚・皆越(2014)は本種の大きさについて記載としては『体長250-700mm』としつつも文章では『伸びると1mを超すものもある』と書いてあるが、上記のような具合で1メートルを超える正式な記録はないようである。

## 分布
内田他(1979)には「インドやジャワが原産地」であり「金沢市八田町」のみに知られ、これを「特筆に値する」としている。また石塚・皆越(2014)は世界に広い分布を持つが、日本での分布は限定されている、としている。これらの説明は、後述する『本種は熱帯域よりの移入種』との説を踏まえたもののようである。2015年現在の情報では本種の分布に関し、熱帯域の情報は不明だが、少なくとも確かに本種であるものは確認されていないとの表現になっている。
現在の判断では日本における本種の分布域は石川県の河北潟周辺、滋賀県の琵琶湖周辺、それに福井県の三方五湖周辺である。河北潟周辺は古くから本種の産地として知られ、八田町の名がこの種に与えられているが、実際には八田町よりやや東の地域に多かったとされていた。現在の分布は河北潟の東部、北部からかほく市南部にかけて生息しているとされる。
滋賀県においては琵琶湖周辺の広い地域で本種が発見されている。北端にある余呉湖周辺にも発見されるが、この湖は琵琶湖とやや立地や成立の経緯を異にし、独立の分布域との見方もある。
福井県では三方五湖のうち一番南にあって淡水性の三方湖やその隣の汽水性の菅湖の周辺などに分布している。

## 分布要因論
本種が八田村には多産するのに、当初はそれ以外の日本から発見されないことに関して、畑井は本種が帰化種であるからではないかとの推定を示した。彼によると本種の含まれる属の種は本種以外は熱帯産であることから人為分布の可能性が高い。しかもこの種の拡散を嫌って農家がイネ苗のやりとりをしなかったとの話はあるにせよ、それでも分布は拡大してゆくものだから、分布域の狭さはその移入が古くないことを示す。後述するように本種については地域にその出自に関する伝説があり、これはこのミミズがこの村に突然出現したこと、それがさほど古いことでないものを示すものだとしている。彼はさらに加賀の豪商と伝えられる銭屋五兵衛をも持ち出し、彼は藩の内諾を得て南蛮貿易をしていたのではないか、その際に東南アジアのどこかから本種を持ち込んだのではないか、ともしているという。
さらにその後に琵琶湖周辺から本種が発見された折りにも畑井はこれを「河北潟と琵琶湖の間にひんぱんな行き来があったと想像される」としている。
それに対して、渡辺(2015)はその後に3カ所で発見されたことをもって日本土着の種と『確信した』と述べている。
ミトコンドリアDNAの解析によると琵琶湖周辺域の方が変異の幅が広く、河北潟のものにはその一部のもののみが見られた。このことから河北潟のものは琵琶湖域からの分布拡大による可能性が考えられる。またこのような多様性が存在することは本種が日本在来種であることを支持するものと考えられる。

## 生息環境
半水性のミミズで水田や畦に多く見られる。後述のように畦に穴を開ける被害があるため、現在では畦をコンクリートにすることが多くなっているが、ハス田などでは非常に多数個体を見ることが出来るという。

## 習性
泥の中に潜っており、表面に糞塊を出す。水田に水を張ると泳ぎ出てきて、水が引くと畦に潜るという。水田の畦には複数種のミミズがおり、それらも糞塊を出すが、本種のそれはやや棒状のものが積み重なって直径が10センチメートルを超え、これを見れば本種の生息が確認できる。
水田の泥に潜るとき、明らかではないが頭を下にしてほぼ垂直に潜っているらしい。その状態での長さは30センチメートル程度と思われる。
一度の観察で様々な大きさのミミズが見つかることから、その繁殖がかなり長期にわたることが推定される。琵琶湖では5月、河北潟では8月に卵包が発見されている。卵包は最初は白くて柔らかく、後に硬化して褐色から黄色になるとの報告があり、また渡辺自身は『ルビー色の鮮やかな赤』と表現している。大きさは径1センチメートルほどの球形から楕円形で、両端がややとがる。1個の卵包から幼生が2から3個体出てくる。小型個体は6-8月に見られる。生活史等の詳しい情報はないが、元今津中学校での飼育例では4-5年は生きていたと言い、フトミミズ類よりは長命と見られる。
また、このミミズは採集時によく切れ、つまり自切する。フトミミズ類もよく自切し、その後も生きているが長さは戻らず、つまり再生力はない。それに対して本種の場合、長さも元に戻るような再生をするかもしれない。

## 近縁種
本属の種の多くは熱帯域に生息するが、日本にはこのほかにヤマトジュズイミミズ D. japonica がある。これは本種より先に発見記載されたもので、体長4-8センチメートルと小型のものである。当初は日本固有とされたが、現在では中国、朝鮮から熱帯域に広く分布する『汎世界種』とされ、むしろ日本では移入種になるのではとも言われる。本属には日本に合わせて9種が知られ、更に多くの未記載種があるという。いずれにせよ本種はその中で大型になる半水性種として特異なものである。

## 発見の経緯
本種は八田村地域に多産したものであり、その存在は古くから知られていた。これを旧八田村の小学校校長であった森鉄次郎が採集して当時の第四高校教授の市村に同定を依頼した。市村はこれをさらに東京帝大教授の後藤におくり、そこからさらに東北帝大教授の畑井新喜司の元に送り、ここでようやく新種として記載されることになったという。ちなみに市村に本種を渡したのは金沢第三中学の安田作治で、彼は県の依頼で天然記念物調査をしていた。しかし本種は天然記念物に指定されることなく現在に至る。これは先述の『移入種である可能性』を考える説の存在も影響したのでは、との声もある。
本種は長らく石川県特産とされていたが、それが他地域で見つかるようになったのは比較的最近のことである。琵琶湖周辺では畑井の1931年の著書『みみず』の中に本種が限られた狭い地域に閉じこめられたままとは考えられず、他地域に広がることもあり得るとの考えを述べ、そこで愛知医科大学の高木俊三が琵琶湖付近の八幡市で本種を採集したことを記録してある。ところがその後にこれを追認した報告は長く出なかった。
1978年に渡辺が現在の高島市に当たる地域で本種を発見し、翌年には周辺地域の聞き取りや農協へのアンケート調査により、ジミトウシ（八幡市）、ドロミミズ（野洲市）、ソコミミズ（長浜市）と呼ばれるミミズが広く認知されていることが判明した。
三方五湖での発見は更に遅く、2009年に上西実によって発見された。

## 利害
水田に生息するものは畦にトンネルを造ることから水田の水が抜ける原因となることがあり、農家から嫌われる。金沢市近郊では本種のことを「あぜとおし」「いわとおし」と呼んで嫌い、また後述のようなウナギ捕りが盛んでない地域では本種を持ち込むことを防ぐために八田村からはイネ苗を分けてもらわないようにしていたという。
他方で本種はウナギ捕りの餌としてたいそう重宝されていた。昭和初期の最盛期には八田村だけで30-50戸ものウナギ捕り専業のものがいたといい、1艘の船で長い場合は11,200メートルもの延縄を設置、そこには4メートルごとにミミズをつけた。そのために4月中旬になると一家総出でこの餌のために本種を採集したという。ミミズは1匹を2つ、あるいは3つに切って用いた。採集者は1人で5リットル、人によっては9リットル（5升）ほどのミミズを採集し、それも毎日のことであった由。これをミミズの個体数に直すと単純な計算で少なく見積もって27,000匹、多く見ると70,000匹に当たる。ウナギの漁期は4-6月が中心だが10月下旬まで続いた。とにかく多いところでは片手をつっこんで一度に20-30匹掴めたと言い、やたらに数が多かったのは確からしい。

## 文化的側面
本種がこの八田村地域に多産することに関して、次のような伝説があるという。
- 昔、この村に金持ちの息子がおり、最初に貧しい家の娘と結婚したが、すぐに捨ててほかの娘と結婚してしまった。貧しい娘は悲しんで入水自殺した。すると彼女の髪の毛はミミズとなり、その男の田んぼのイネを根絶やしにしてしまった。

「八田ミミズを知ってるかい？」という歌（作詞：北総一郎、作曲RINA）が北陸放送の「みんなでつくろう ふるさと歌アニメ」に選定され、石川県内限定でコンビニでＤＶＤが発売されている。